# Чокекирао
Чокекирао (на испански: Choquequirao, на кечуа: Chuqi K’iraw, означаващо „златна люлка“) е археологически обект, представляващ частично разкопан град на инките в южната част на Перу.
По архитектура и планиране поразително напомня на Мачу Пикчу и затова в литературата е наричан негова „сестра“. За разлика от Мачу Пикчу обаче, до Чокекирао е невъзможно да се отиде с превозно средство – влак, автомобил или автобус. Единственият достъпен път представлява 2 дни път пеша през гора от Куско.
Градът е разположен на 3085 метра надморска височина над долината на река Апуримак и заема площ от 1800 хектара. От нея са разкопани само около 30 – 40%. Първите разкопки започват през 1970 година, макар градът да е открит много преди това.